# 忻都
忻都（意為「印度」；?—?），《元史》中又作欣都、忽敦，《高麗史》中作忽敦，元朝初年將領，負責為元朝經略高麗，其在元朝征討日本的戰役中也扮演著重要角色。

## 生平
忻都在1270年被忽必烈任命為鳳州經略使，以防備在高麗發動叛亂的三別抄軍，並為進攻日本作準備。1271年，三別抄軍的首領裴仲孫請求以全羅道之地投降元朝，但被忻都拒絕了。不久忻都率忽林赤、王國昌等部，聯合高麗的金方慶部攻打三別抄軍的根據地珍島，一舉奪下了該島，殺死了裴仲孫及其擁立的承化侯王溫，餘黨逃往耽羅。高麗元宗欲讓被三別抄軍擄至珍島的百姓回到故鄉與家屬團聚，忻都不聽。最終在忽必烈的干涉下方才讓這些人重返故鄉。
1273年，忻都率鄭溫、洪茶丘等部攻打耽羅，一舉殲滅三別抄軍殘餘勢力。
1274年，忽必烈命令鳳州經略使忻都、安撫高麗軍民總管洪茶丘率一萬五千人遠征日本，史稱文永之役。但最終元軍因遭遇颱風而全軍覆沒，忻都逃回高麗。
1277年，洪茶丘誣陷高麗官員金方慶謀反，忻都與洪茶丘逮捕金方慶及其子金忻。但後來被證明系被誣告，將其釋放。
1280年，日本鐮倉幕府殺死了元朝前往勸降的使者杜世忠等人，時任征東元帥的忻都請求再次征討日本，但忽必烈下令暫緩。同年高麗忠烈王到元大都，提出高麗將以三萬大軍遠征日本。於是忻都被任命為中書右丞，計劃再征日本。次年正月，忻都、洪茶丘率元軍再次遠征日本，史稱弘安之役。但再次遭遇颱風而全軍覆沒。
忻都是元朝負責監視和統治高麗的官員，因此高麗朝廷對其極為禮待，凡是議事的時候都坐在高麗國王的左邊。其妻子都享受王族待遇。但是高麗王對忻都十分猜忌，試圖削弱忻都的權力。忻都也對高麗國王此舉十分不滿，與高麗王的政見多有不和。在誣陷高麗忠烈王所重用金方慶事件中，忻都逮捕金方慶，在其中起著重要作用。

## 家族
- 子：琪（任高麗司空，娶安平公王璥女）[9]

## 影視形象

### 动画片
| 配音   | 年份   | 作品                     |
| 速水奖 | 2018年 | 《Angolmois 元寇合戰記》 |

### 书目
- 《高麗史》
- 《元史·高麗傳》
- 《元史·日本傳》